# Gemeiner Husar

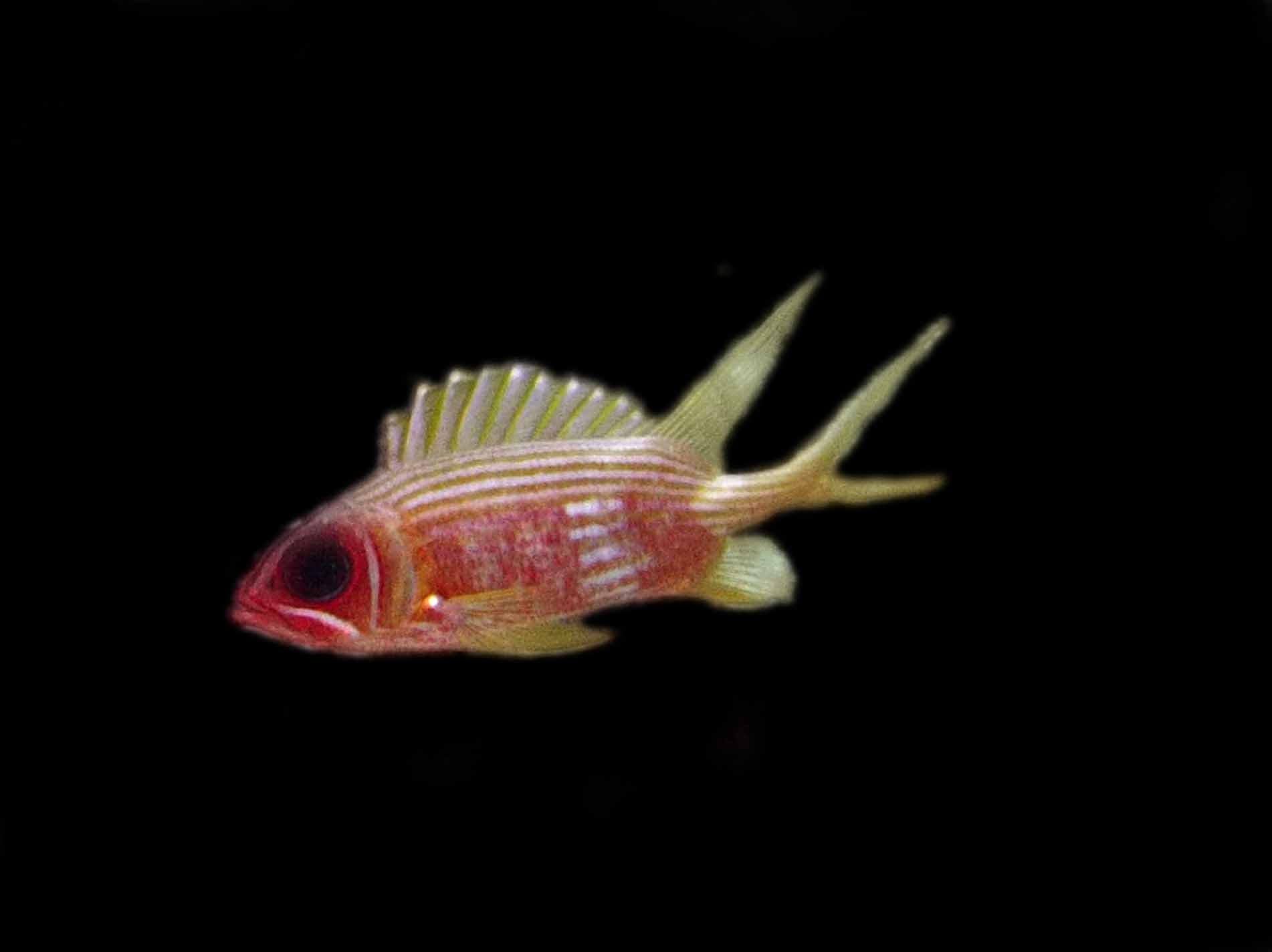
Gemeiner Husar (Holocentrus adscensionis)

Der Gemeine Husar (Holocentrus adscensionis), auch Gelbflossen-Eichhörnchenfisch genannt, ist ein Fisch aus der Familie der Soldaten- und Husarenfische und wird der Unterfamilie der Husarenfische zugeordnet. Der Gemeine Husar lebt im tropischen Westatlantik von North Carolina über die Bermudas, den Golf von Mexiko und die Karibik bis nach Brasilien. Im östlichen Atlantik kommt er von der Küste Gabuns bis Angola vor, außerdem im Zentralatlantik bei St. Helena, Ascension und den Sankt-Peter-und-Sankt-Pauls-Felsen. Er lebt in Meerestiefen von maximal 180 Metern, normalerweise nur bis in 30 Metern Tiefe. 

## Merkmale
Die Grundfarbe dieses 45 bis 60 Zentimeter großen Fisches ist ziegelrot. Diese Grundfarbe wird jedoch meist von weißen Schuppenreihen und Flecken überlagert. Während der hartstrahlige Teil der Rückenflosse gelblich gefärbt ist, sind die übrigen Flossen weiß. Der hartstrahlige und der weichstrahlige Teil der Rückenflosse sind durch eine tiefe Einbuchtung fast getrennt und nur durch eine niedrige Membran verbunden. Der Hinterrand des Kiefers reicht bis zum Hinterrand des Auges.
Wie andere Husarenfische kann auch der Gemeine Husar Geräusche erzeugen. Dazu werden Muskeln kontrahiert, und die Schwimmblase dient als akustischer Verstärker.
- Flossenformel: Dorsale XI/15–16, Anale IV/9–10.

## Lebensweise
Der Gemeine Husar lebt in flachen Korallenriffen sowie in tieferen Küstenregionen. Die nachtaktive Art versteckt sich tagsüber unter Korallen und in tiefen Felsspalten, nachts geht sie über Sandflächen und Seegraswiesen auf die Jagd. Sie ernährt sich vor allem von Krebstieren, außerdem von sonstigen Wirbellosen und von kleinen Fischen.